# 청도군 (1948년 선거구)
청도군은 대한민국의 옛 국회의원 선거구이다. 당시 경상북도 청도군 지역을 관할했다.

## 역사
제헌 국회의원 선거를 앞두고 청도군 전 지역을 관할하는 선거구로 신설되었다.
제6대 국회의원 선거를 앞두고 경산군 선거구와 통합되면서 경산군·청도군 선거구를 이루게 됨에 따라 폐지되었다.

## 역대 국회의원
| 선거   | 정당 | 정당               | 의원   |
| ------ | ---- | ------------------ | ------ |
| 1948년 |      | 대한독립촉성국민회 | 박종환 |
| 1950년 |      | 무소속             | 김준태 |
| 1954년 |      | 자유당             | 김보영 |
| 1958년 |      | 무소속             | 반재현 |
| 1960년 |      | 민주당             | 김준태 |

## 역대 선거 결과

### 대한민국 제헌 국회의원 선거
|  | 51.78% |

|  | 40.21% |

|  | 8.00% |

### 대한민국 제2대 국회의원 선거
|  | 19.77% |

|  | 14.22% |

|  | 10.33% |

|  | 9.66% |

|  | 9.49% |

|  | 9.13% |

|  | 7.36% |

|  | 6.79% |

|  | 3.89% |

|  | 3.61% |

|  | 2.86% |

|  | 2.83% |

### 대한민국 제3대 국회의원 선거
|  | 27.30% |

|  | 16.85% |

|  | 16.60% |

|  | 12.98% |

|  | 12.07% |

|  | 10.48% |

|  | 2.80% |

|  | 0.88% |

|  | 0% |

### 대한민국 제4대 국회의원 선거
|  | 38.36% |

|  | 28.89% |

|  | 23.73% |

|  | 4.61% |

|  | 4.38% |

### 대한민국 제5대 국회의원 선거
|  | 51.08% |

|  | 39.54% |

|  | 7.40% |

|  | 1.95% |